# Angoisse
Angoisse é uma comuna francesa na região administrativa da Nova Aquitânia, no departamento Dordonha. Estende-se por uma área de 23,29 km². Em 2010 a comuna tinha 602 habitantes (densidade: 25,8 hab./km²).